# 凯莉·吉尔克里斯特
凯莉·吉尔克里斯特（英語：Kaleigh Gilchrist，1992年5月16日—），美国女子水球运动员。她曾代表美国国家队参加2016年和2020年夏季奥林匹克运动会水球比赛，获得二枚金牌。